# Neuenburg am Rhein
Neuenburg am Rhein település Németországban, azon belül Baden-Württembergben. Lakosainak száma 12 520 fő (2023. december 31.). Neuenburg am Rhein Fessenheim községgel határos.

## Népesség
A település népessége az elmúlt években az alábbi módon változott:
| Lakosok száma | 4361 | 5211 | 7100 | 7688 | 8064 | 9621 | 11 058 | 11 976 | 11 710 | 12 520 |
|               | 1961 | 1967 | 1974 | 1980 | 1987 | 1993 | 2000   | 2006   | 2013   | 2023   |